# Deni Avdija
Deni Avdija (hebr. דני אבדיה; cyr. Дени Авдија; ur. 3 stycznia 2001 w Bet Zerze) – izraelski koszykarz, występujący na pozycji niskiego skrzydłowego, posiadający także serbskie obywatelstwo, aktualnie zawodnik Washington Wizards.

## Osiągnięcia
Stan na 25 stycznia 2021, na podstawie
, o ile nie zaznaczono inaczej.

### Drużynowe
- Mistrz Izraela (2018–2020)
- Zdobywca pucharu ligi izraelskiej (2017)
- Finalista pucharu:
  - Izraela (2018)
  - ligi izraelskiej (2019)

### Indywidualne
- MVP ligi izraelskiej (2020)
- Zaliczony do I składu:
  - ligi izraelskiej (2020)
  - finałów turnieju EB ANGT (2019)
  - turnieju NIJT (2019)
- Laureat nagrody – EuroLeague Magic Moment (2020)

### Reprezentacja
Seniorska
- Uczestnik kwalifikacji do:
  - Eurobasketu (2020)
  - europejskich do mistrzostw świata (2017/2018 – 18. miejsce)

Młodzieżowe
- Mistrz Europy U–20 (2018, 2019)
- Uczestnik:
  - mistrzostw Europy:
    - U–20 (2018, 2019)
    - U–18 dywizji B (2018 – 9. miejsce)
    - U–16 (2017 – 11. miejsce)

  - turnieju Alberta Schweitzera (2018 – 6. miejsce)
- MVP mistrzostw Europy U–20 (2019)
- Zaliczony do I składu mistrzostw Europy U–20 (2018, 2019)
- Lider Eurobasketu U–16 w:
  - asystach (2017 – 5,3)
  - zbiórkach (2017 – 12,6)